# Villarrubia de los O
Villarrubia de los O é um município da Espanha na província de Ciudad Real, comunidade autónoma de Castilla-La Mancha, de área 281,77 km² com população de 9968 habitantes (2004) e densidade populacional de 35,38 hab/km².

## Demografia
| Variação demográfica do município entre 1991 e 2004 | Variação demográfica do município entre 1991 e 2004 | Variação demográfica do município entre 1991 e 2004 | Variação demográfica do município entre 1991 e 2004 |
| --------------------------------------------------- | --------------------------------------------------- | --------------------------------------------------- | --------------------------------------------------- |
| 1991                                                | 1996                                                | 2001                                                | 2004                                                |
| 9461                                                | 9539                                                | 9722                                                | 9968                                                |